# Хойморский дацан «Бодхидхарма»
Хо́йморский даца́н «Бодхидха́рма» (истор. назв. Хандагайта́йский; разг. Арша́нский) — буддийский храм-монастырь (дацан) в посёлке Аршан Тункинского района Бурятии, основанный Агваном Доржиевым. Центральный храм бурятской ЦРО «Майдар».

## История
В 1917 году, по просьбе монахов и мирян Тункинской долины, желавших перенести на новое место Кыренский дацан, хамбо-лама Агван Доржиев определил место его строительства у подножия горы Мундарга Тункинских гольцов. По завершении строительства жители окрестных сёл возвели для Доржиева, часто навещавшего дацан, личный дом.
В 1936 году дацан был закрыт. В 1930-х годах большинство священнослужителей было репрессировано. Всё имущество дацана было передано в колхозы им. Сталина и им. ЦК ВКП(б) Толтойского сельсовета; несколько домов священнослужителей были переданы курорту «Аршан». Основное здание дацана отошло колхозу села Галбай.
Личный дом Доржиева был вывезен в село Номто-Хобок под здание почты. В начале 1990-х по просьбе верующих колхоз «Восточные Саяны» передал этот дом новому дацану, восстанавливаемому в местности «Святая поляна» близ посёлка Аршан. В 1991 году дацан был освящён Данзан-Хайбзуном Самаевым, находившимся в должности настоятеля санкт-петербургского дацана Гунзэчойнэй, и получил имя «Бодхидхарма». На территории дацана были возведены две ступы, а бывший дом Доржиева стал главным храмом комплекса.
В 1999 году, с момента основания Самаевым ЦРО «Майдар», Хойморский дацан стал штаб-квартирой организации. Нынешний настоятель, Данзан-Даши Шаглахаев, избранный на должность в 1996 году, является одновременно и главой «Майдара».

## Культовая и хозяйственная практика
Ещё до Октябрьской революции 1917 года, по настоянию Доржиева, в дацане были введены порядки, позднее получившие развитие в обновленческом движении в буддизме в 1920-е годы. Так, всё имущество дацана было признано коллективной собственностью коммуны монахов, насчитывавшей до 200 человек. Монахи вели собственное хозяйство. Помимо обязательной буддийской образовательной программы, в монастыре специально преподавался русский язык.
Дацан имел отличия и в ритуально-культовой практике; так, общебуддийский Майдари-хурал праздновался не 4-го, а 15-го числа (то есть в полнолуние) лунного месяца; причём в церемонии круговращения «зелёного коня», присутствующей в этом хурале, этот символ был заменён «белым слоном». Дацан отправлял и ежегодный ритуал поклонения «Престолу Чингис-хана» (монг. Чингисийн ширээ) в одноимённой местности Тункинской долины. Нынешний штат духовенства по возможности поддерживает эти традиции.

## Галерея

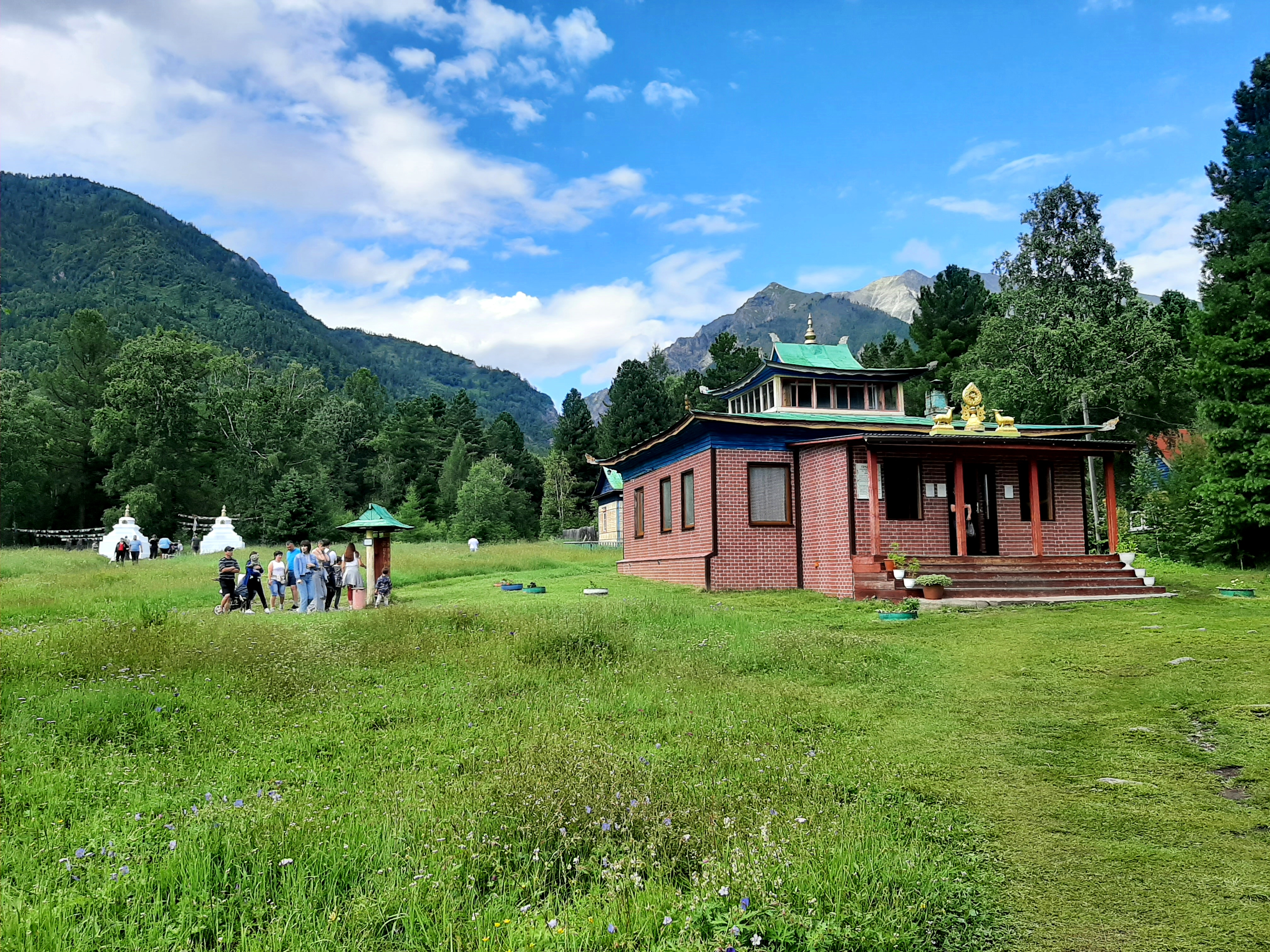
Дацан в 2022 году
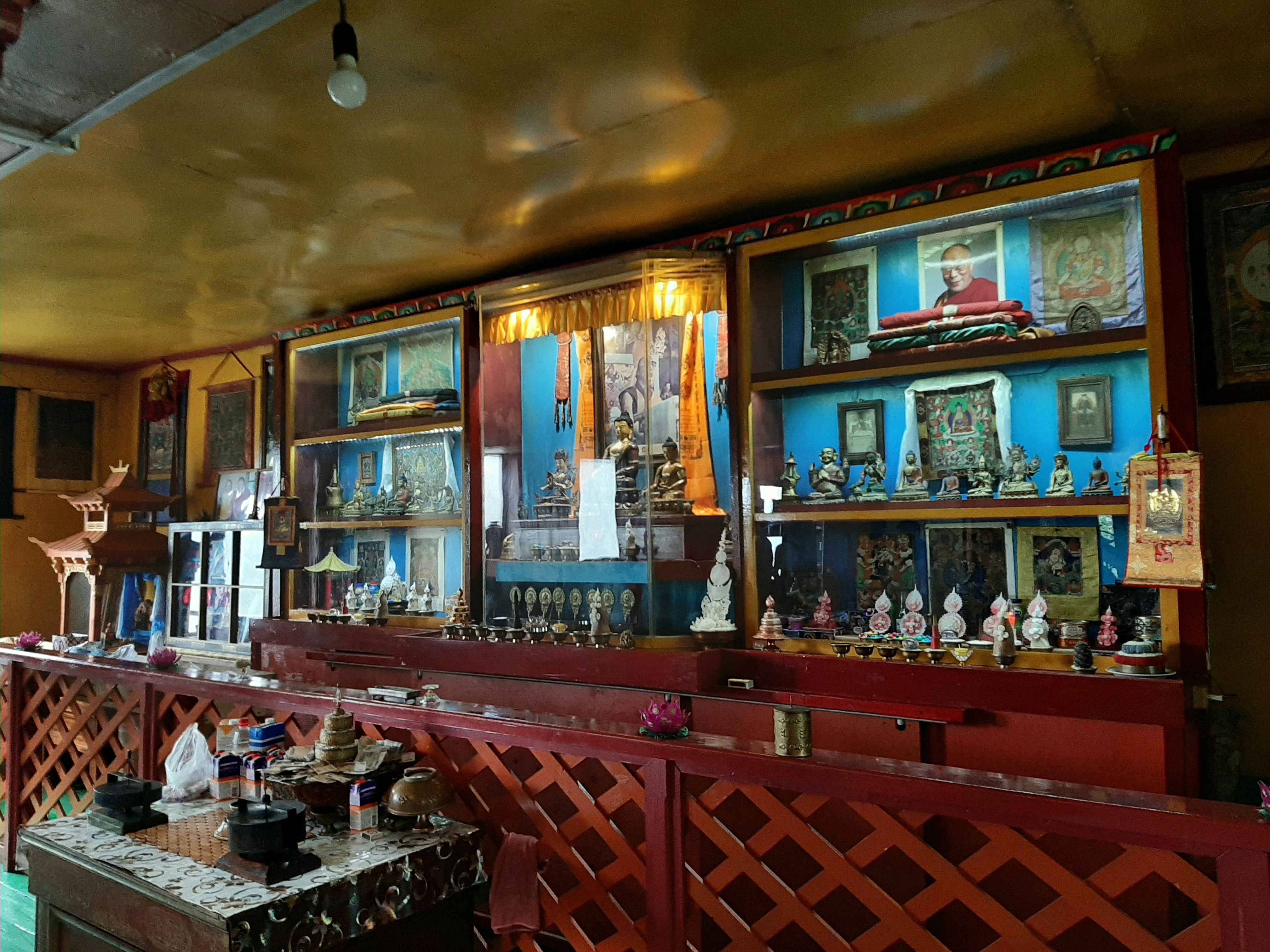
Внутреннее убранство
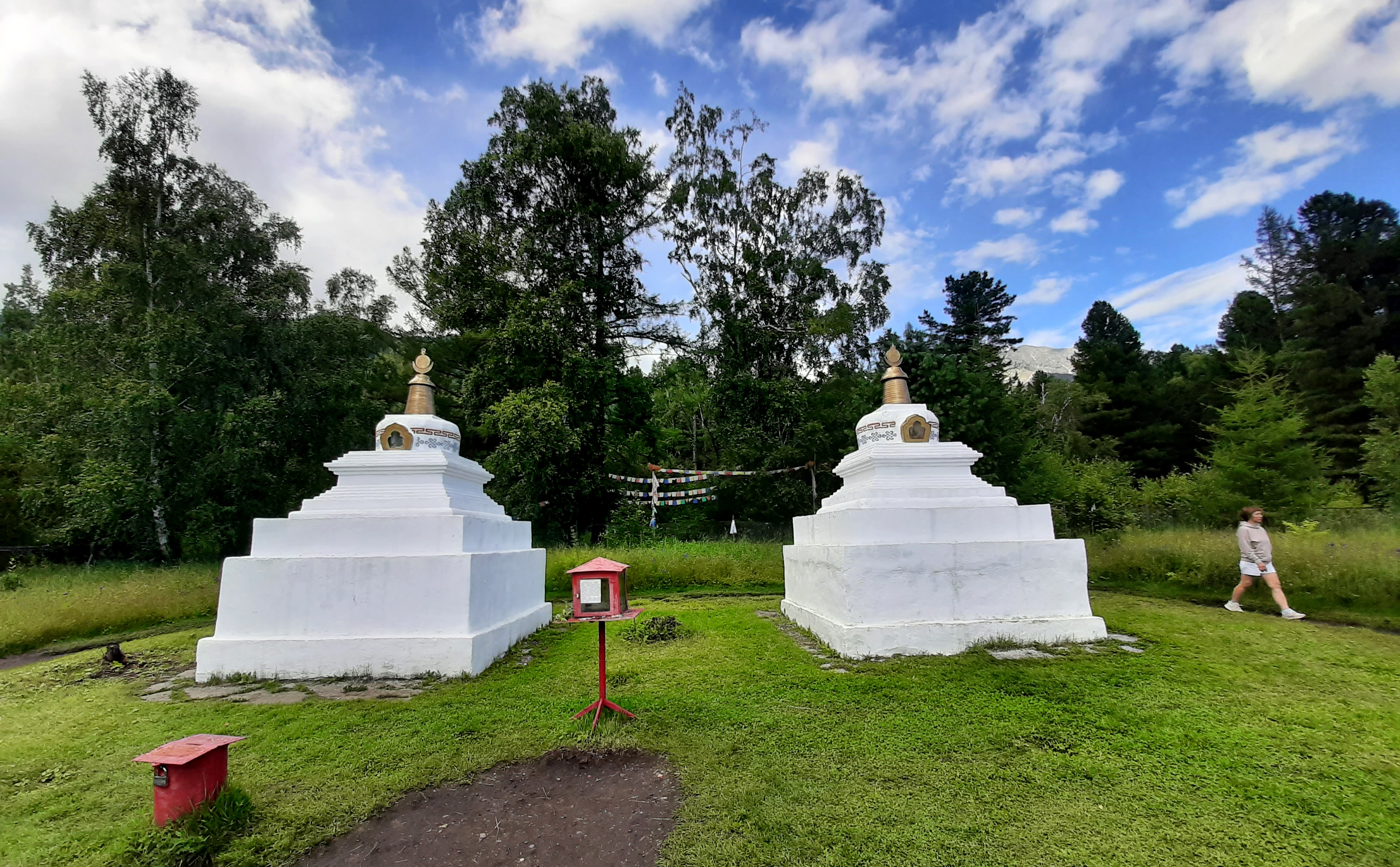
Буддийские ступы возле дацана